# Stazione di Seokgye

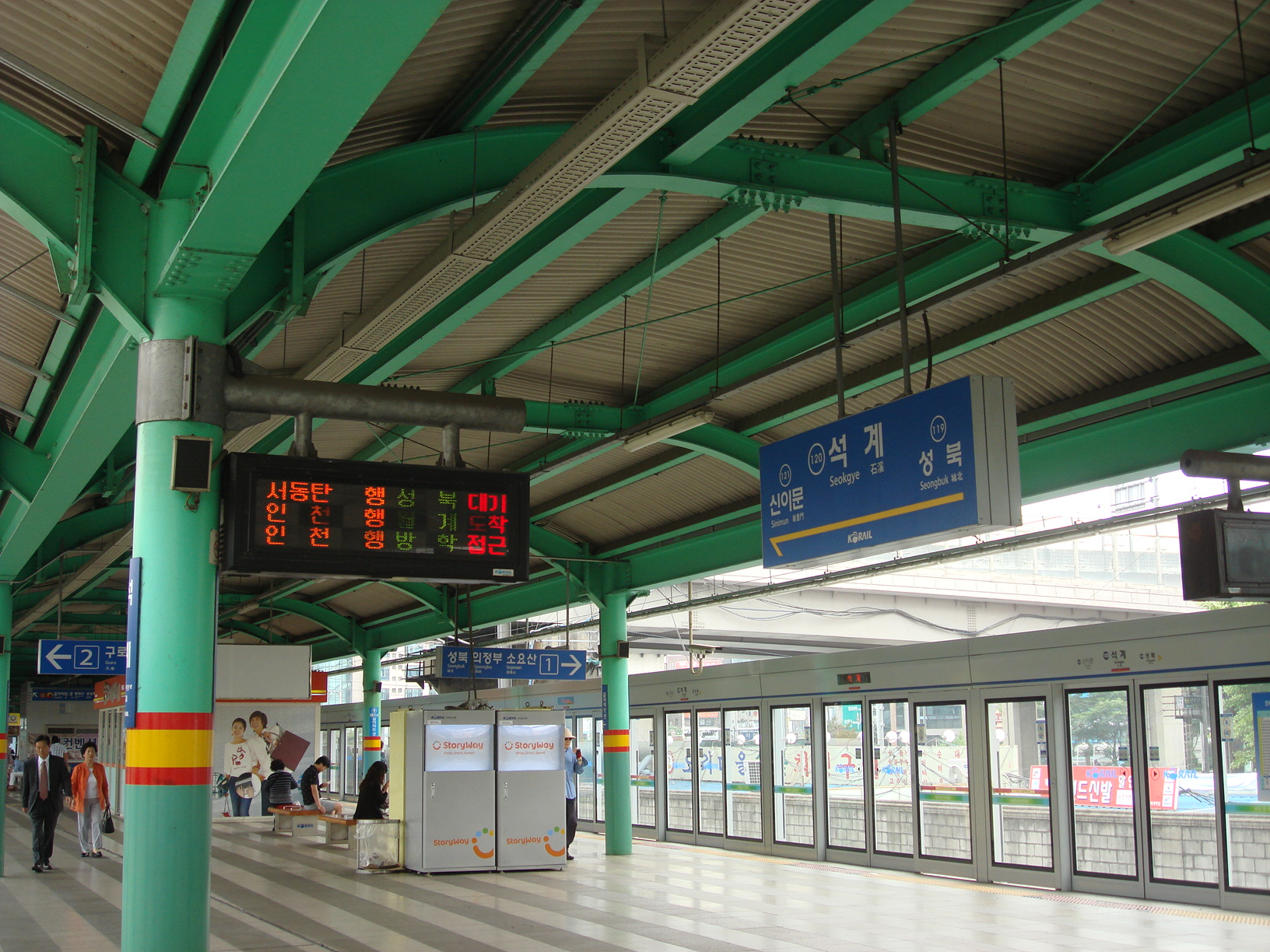
Vista della banchina della linea 1

La stazione di Seokgye (석계역 - 石溪驛, Seokgye-yeok) è una stazione ferroviaria di Seul situata sulla linea Gyeongwon servita dalle linee 1 e 6 della metropolitana di Seul. Si trova nel quartiere di Nowon-gu della città sudcoreana.

## Linee e servizi
Korail
● Linea 1 (ufficialmente, linea Gyeongwon)
 Azienda di trasporto metropolitano di Seul
● Linea 6

## Struttura

### Stazione Korail
La fermata della linea 1 è costituita da un marciapiede a isola con due binari passanti laterali in superficie, con porte di banchina installate per prevenire cadute accidentali.
| 1 | ● Linea 1 | per Seongbuk, Uijeongbu, Dongducheon e Soyosan            |
| 2 | ● Linea 1 | per Cheongnyangni, Seul, Yongsan, Guro, Incheon e Cheonan |

### Linea 6
La linea 6 corre in sotterranea, ed è costituita da due binari laterali con binari passanti protetti da porte di banchina. 
| Direzione Eungam | ● Linea 6 | per Dongmyo-ap, Samgakji, Gongdeok, Digital Media City e Eungam |
| Direzione Sinnae | ● Linea 6 | per Seokgye, Bonghwasan e Sinnae                                |

## Stazioni adiacenti
| «                    | Servizio        | »        |
| Linea 1              | Linea 1         | Linea 1  |
| -------------------- | --------------- | -------- |
| Università Kwangwoon | Locale Espresso | Sinimun  |
| Linea 6              |                 |          |
| Dolgoji              | -               | Taereung |